# Theresienstraße (métro de Munich)
Theresienstraße (en allemand : U-Bahnhof Theresienstraße) est une station des lignes U2 et U8 du métro de Munich, dans le secteur de Maxvorstadt.
La station se trouve au carrefour de l'Augustenstraße et de la Theresienstraße. Elle est très fréquentée par les étudiants de l'université technique de Munich à proximité.

## Situation sur le réseau

Plan du métro (2020).

## Histoire
La station ouvre le 18 octobre 1980.

## Architecture
Les murs derrière la voie sont revêtus de panneaux muraux beige clair. Le plafond, équipé de deux bandes lumineuses, est recouvert de lattes en aluminium. Les colonnes sont carrelées en bleu et le sol est recouvert de galets artificiels de l'Isar.

## Services aux voyageurs

### Accès et accueil
Comme la distance qui le sépare de la station de métro la plus proche, Josephsplatz, est de 513 mètres, il n'y a pas d'escalier à l'extrémité nord. Par un ascenseur et des escaliers mécaniques, on peut rejoindre une mezzanine à partir de laquelle on peut rejoindre Theresienstraße.

### Intermodalité
La station n'a pas de correspondance.